# Stazione di Sol
La stazione di Sol è una stazione ferroviaria di Madrid, facente parte delle Cercanías di Madrid.

## Storia
Il cantiere per la costruzione di una stazione ferroviaria sotto la puerta del Sol cominciarono nel 2003 con inaugurazione prevista per il 2007. I lavori accumularono ritardi a causa degli ingenti lavori di rafforzamento delle fondamenta degli edifici circostanti e di deviazioni di cavi e tubature.
La stazione venne messa in servizio il 27 giugno 2009, il giorno dopo la sua inaugurazione.